# 尾道郵便局
尾道郵便局（おのみちゆうびんきょく）は、広島県尾道市にある郵便局。民営化前の分類では集配普通郵便局であった。

## 概要
住所：〒722-8799 広島県尾道市土堂2-1-20

### 出張所（局外ATM）
民営化前は以下の場所に出張所としてATMを設置していた。現在も同じ場所にATMがあるが、管理はゆうちょ銀行広島支店となっている。
- - フジグラン尾道内出張所

- 過去に設置していた場所
  - イオン尾道店内出張所（2011年2月28日まで尾道サティ内出張所）
  - 尾道福屋内出張所

## 沿革
- 1872年1月14日（明治4年12月5日） - 尾ノ道郵便取扱所として開設[1]。
- 1873年（明治6年）4月 - 尾ノ道郵便役所となる。
- 1875年（明治8年）1月1日 - 尾ノ道郵便局（三等）となる。翌日より為替取扱を開始。
- 1879年（明治12年）6月 - 貯金取扱を開始。
- 1889年（明治22年）7月16日 - 尾ノ道郵便電信局となる。
- 1903年（明治36年）4月1日 - 通信官署官制の施行に伴い尾ノ道郵便局となる。
- 19xx年 - 尾道郵便局に改称。
- 1957年（昭和32年）8月1日 - 電話通話および和文電報受付事務の取り扱いを開始[2]。
- 1965年（昭和40年）6月 - 新局舎が落成。
- 1991年（平成3年）10月1日 - 外国通貨の両替および旅行小切手の売買に関する業務取扱を開始。
- 2006年（平成18年）10月16日 - 美ノ郷郵便局（〒722-0299→〒722-0215）から集配業務を移管[3]。
- 2007年（平成19年）10月1日 - 民営化に伴い、併設された郵便事業尾道支店に一部業務を移管。
- 2012年（平成24年）10月1日 - 日本郵便株式会社発足に伴い、郵便事業尾道支店を尾道郵便局に統合。

## 取扱内容
- 郵便、印紙、ゆうパック、内容証明
- 貯金、為替、振替、振込、国際送金、外貨両替・トラベラーズチェック、国債、投資信託
- 生命保険、バイク自賠責保険、自動車保険、がん保険、引受条件緩和型医療保険
- 地方公共団体事務（おのみちバス回数券の販売）
- ゆうちょ銀行ATM
- 尾道市内の一部地域（〒722-00xx、722-85xx、722-86xx、722-87xx、722-02xx）の集配業務
- ゆうゆう窓口

## 周辺
- 千光寺
- おのみち文学の館
- フェリー乗り場

## アクセス
- JR山陽本線 尾道駅から徒歩約11分
- 中国バス・おのみちバス 渡場通り停留所下車
- 西瀬戸自動車道 尾道大橋出入口から西へ約2km
- 国道2号沿い
- 駐車場あり：4台